# (29204) Ladegast
(29204) Ladegast est un astéroïde de la ceinture principale.

## Description
(29204) Ladegast est un astéroïde de la ceinture principale. Il fut découvert le 11 avril 1991 à Tautenburg par Freimut Börngen. Il présente une orbite caractérisée par un demi-grand axe de 2,55 UA, une excentricité de 0,06 et une inclinaison de 9,2° par rapport à l'écliptique.

## Compléments